# Junín de los Andes
Pour les articles homonymes, voir Junin.
Junín de los Andes est une ville de la province de Neuquén, en Argentine, et le chef-lieu du département de Huilliches. Elle est située à l'ouest de la province, en Patagonie, sur la rive droite du Río Chimehuin, à une altitude de 780 m. Junín de los Andes est une ville touristique importante de la Région des Lacs argentins. Sa population s'élevait à 10 302 habitants en 2001.

## Population
Junín de los Andes comptait 10 302 habitants en 2001, ce qui représentait un accroissement de 40,5 % par rapport au chiffre de 7 333 en 1991.

## Économie
Les vallées de la meseta patagonique voisines de Junín de los Andes sont fort propices à l'élevage, spécialement bovin.

## Tourisme

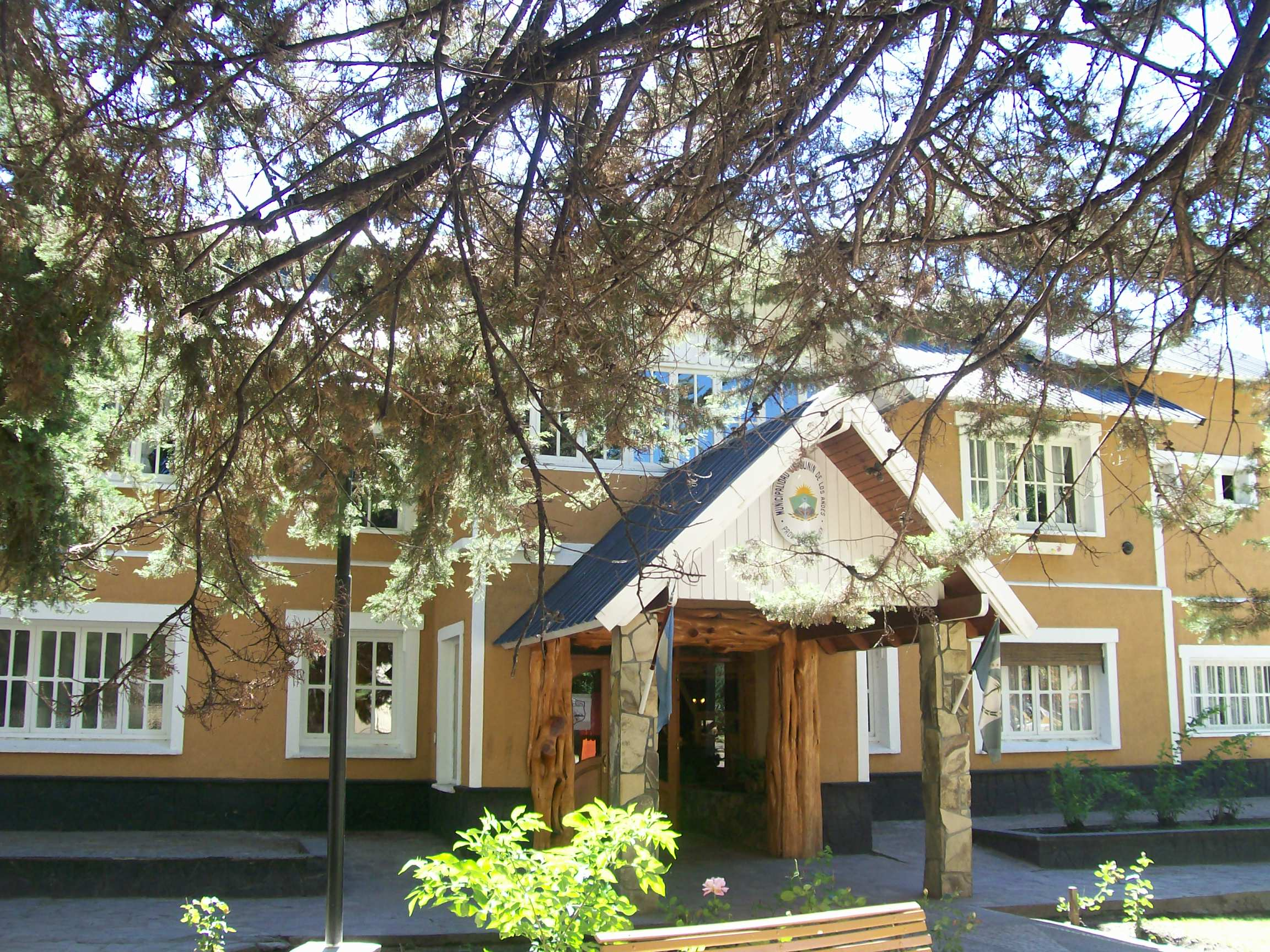
La municipalité

Junín de los Andes est la capitale nationale de la truite, et dans ses environs on trouve les meilleurs sites de pêche de la province, certains de renommée internationale, comme la Boca del Chimehuin. Près de la ville se trouvent le lac Huechulafquen, le lac Paimún, le lac Epulafquen, le lac Lolog et le lac Curruhué.
Le Río Chimehuin, qui nait dans le lac Huechulafquen, est le centre du tourisme de la pêche. On y pratique la pêche de la truite à la mouche.
La ville de Junín de los Andes est également le point de départ pour l'ascension du volcan Lanín (3 747 m), point culminant de la région situé à la frontière avec le Chili.

## Transports
L'aéroport Chapelco se trouve à environ 20 km de la ville, avec des services réguliers vers la ville de Neuquén et Buenos Aires.